# Teoria degli operatori
In matematica, la teoria degli operatori è un settore dell'analisi funzionale che si occupa degli operatori (ovvero funzioni) che sono lineari e sono definiti tra spazi di funzioni, come ad esempio gli operatori differenziali e integrali.
Di particolare interesse sono gli operatori limitati, gli operatori chiusi e quelli normali; questi ultimi includono gli operatori autoaggiunti, emisimmetrici e unitari. In generale, il loro studio è fortemente legato alla topologia operatoriale definita negli spazi in cui vivono.
Se un insieme di operatori forma un'algebra su di un campo, si tratta di un'algebra di operatori.